# Hospital Naval Ushuaia
El Hospital Naval Ushuaia (HNUS) es un hospital militar naval de la Armada Argentina con sede en Ushuaia y con dependencia del Área Naval Austral.

## Reseña
Creado por orden del 26 de diciembre de 1949 con asiento en la gobernación marítima de la Tierra del Fuego.
Este hospital naval en 2020 brindó apoyo en la operación de protección civil "General Belgrano" de las Fuerzas Armadas de la Nación desplegado durante la pandemia de COVID-19 en la Argentina, optimizando su personal y medios. Se hallaba en la órbita de la Zona de Emergencia Tierra del Fuego.